# Collix phaeochiton
Collix phaeochiton là một loài bướm đêm trong họ Geometridae.